# 雙層壓電片
雙層壓電片是一种悬臂结构，由兩層壓電材料組成的片條。也可在两层压电陶瓷之间增加一层非压电陶瓷层。 通电后，两层压电陶瓷中一层会膨胀，另一层会伸缩。
單層壓電片則是由一層壓電材料和一層非壓電材料所組成的片條。

## 另見
- 單層壓電片